# Windmotor Peize
De Windmotor Peize is een poldermolen nabij het Drentse dorp Peize, dat in de Nederlandse gemeente Noordenveld ligt. De molen is een maalvaardige Amerikaanse windmotor met 18 bladen, waarvan het bouwjaar onbekend is. Hij staat ten oosten van Peize aan de Noorddijk. Lange tijd verkeerde de molen in vervallen toestand, maar in 2005 werd hij gerestaureerd en weer in gebruik genomen. De windmotor is particulier eigendom en niet te bezichtigen.